# 安居院唱導教団
安居院唱導教団（あぐいしょうどうきょうだん）は、日本の南北朝時代の仏教宗派の1つ。
『神道集』を編纂したことで知られる。なお、この集団を指す「安居院唱導教団」という語は、現代の歴史学上の用語であり、当時そう呼ばれていたわけではない。